# Shah Nawaz Bhutto
Pour les articles homonymes, voir Bhutto.
Shah Nawaz Bhutto (sindhi : شھنواز ڀٽو ; ourdou : شاہ نواز بھٹو) est un leader féodal et une personnalité politique de la province du Sind dans les Indes britanniques, dans l'actuel Pakistan. En 1947, il a été brièvement Premier ministre de l'État princier du Junagadh
Il est le père de Zulfikar Ali Bhutto, dirigeant politique majeur dans les années 1970 au Pakistan.

## Jeunesse
Le père de Shah Nawaz, Ghulam Murtaza Bhutto (1862-1940), était un grand propriétaire terrien de la province du Sind. Son grand-père paternel, Khuda Bux Bhutto, naquit lui dans la petite ville de Bhatto Kalan, dont son clan était propriétaire-zamindar et dont il tire son nom (ville de la province indienne de l'Haryana), et exerçait la fonction de magistrat dans le district de Larkana (de la province du Sind) où il fut affecté. Le père et les deux frères de ce dernier créeront avec lui, dans le Sind, plusieurs villages dont celui de Pir Bakhsh Bhutto. Shah Nawaz alla en Angleterre parfaire son éducation et entra au service du Nawab de Junagadh. Shah Nawaz Bhutto devint le dernier Dewan (Premier ministre) de l'État princier du Junagadh en 1947, avant son adhésion à la République du Pakistan, puis à son annexion par l'Inde.

## Carrière politique
Avec d'autres, il fonda le Sindh Peoples Party dans les années 1940. Sir Shah Nawaz Bhutto est le père du Premier ministre du Pakistan, Zulfikar Ali Bhutto. Dans ses fonctions de Dewan du Junagadh, Shah Nawaz Bhutto persuada le Nawab du Junagadh de signer l'acte d'adhésion du Junagadh à l'État du Pakistan.
Shah Nawaz Bhutto, un des plus riches et plus influents propriétaires terriens du Sind, était un ami du gouverneur général et futur président Iskander Mirza. Mirza devint un invité régulier des  chasses annuelles à Larkana et résidant à Al-Murtaza (la maison de famille du clan Bhutto). Durant l'hiver 1955-1956, il invita le général Ayub Khan à Larkana pour la chasse et fut, comme Mirza, l'hôte régulier des Bhutto.

## Famille

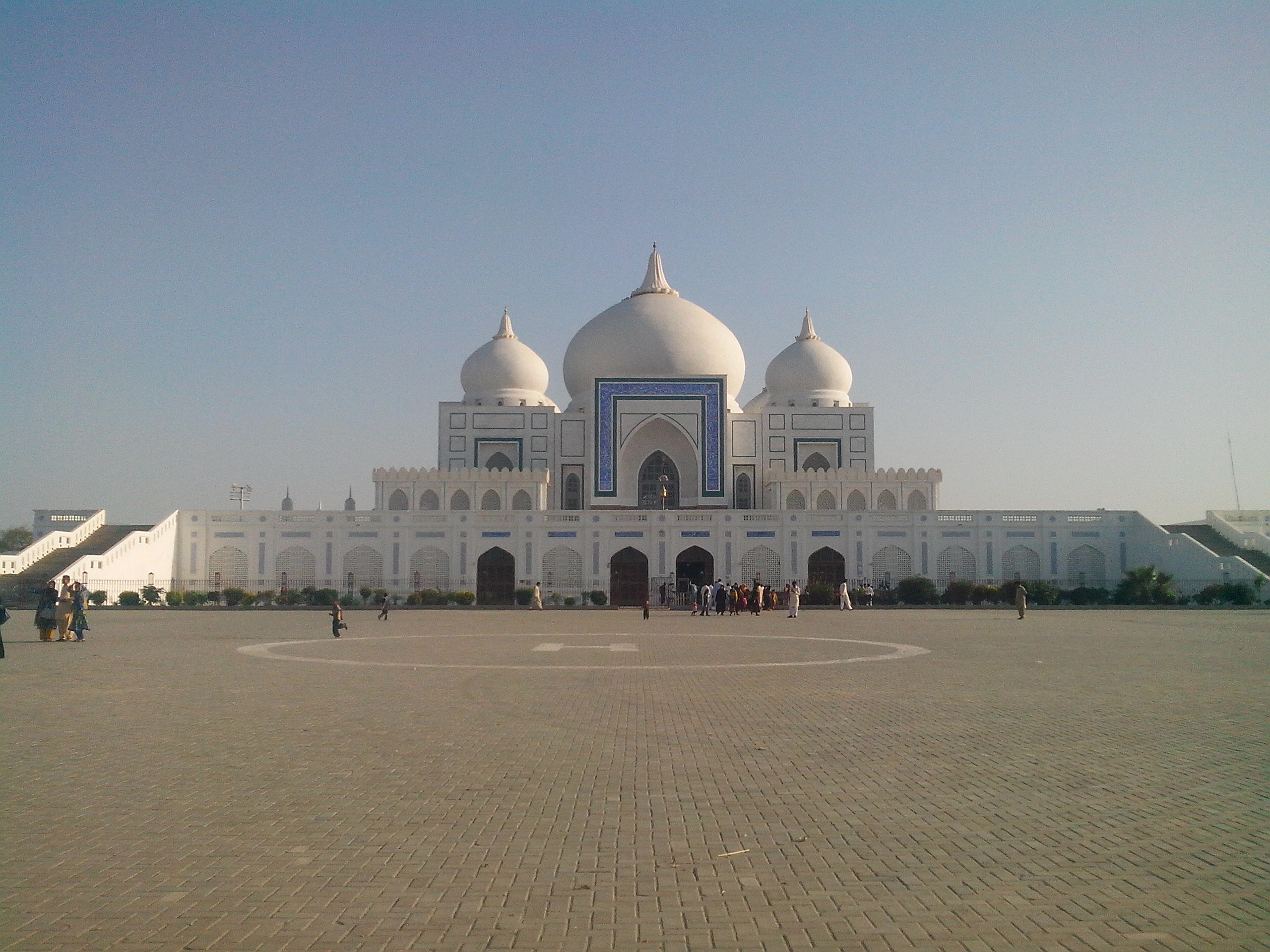
Le mausolée de la famille Bhutto.

Il était marié à Khursheed Begum. Khursheed Begum est née Lakhi Bai, née dans une modeste famille hindoue. Elle se convertit à l'islam avant son mariage. Ses frères émigrèrent en Inde.
Ses enfants sont Zulfikar Ali Bhutto et une fille Mumtaz, qui épousa le brigadier Muhammad Mustafa Khan Bahadur du clan des Sidi. Son fils devient président puis Premier ministre du Pakistan et sa petite-fille Benazir Bhutto prendra sa suite en politique, faisant de Shah Nawaz le fondateur d'une dynastie politique. 